# بوناو (کارولینای جنوبی)
بوناو(به انگلیسی: Bonneau) شهری در ایالت کارولینای جنوبی کشور ایالات متحده آمریکا است که جمعیت آن در سرشماری سال ۲۰۱۰ میلادی، ۴۸۷ نفر بوده‌است.